# Snooki
Nicole "Snooki" Elizabeth Polizzi, född 23 november 1987 är en amerikansk TV-personlighet, känd från sitt medverkande i dokusåpan Jersey Shore på MTV. Polizzi är gift och har två barn, en son född den 26 augusti 2012 och en flicka född den 26 september 2014.

## Kontroverser
Ett av Polizzis mer kända, kontroversiella och uppseendeväckande citat, var när hon sa "jag tycker verkligen inte om stranden, jag hatar hajar och vattnet består av valsperma, det är därför det är så salt". Uttalandet togs med i Sense About Sciences kampanj mot kändisars dåliga inflytande över vetenskapen. Marinbiologexperten och oceanografen Simon Boxall avfärdade Polizzis bisarra påstående med att säga att det skulle krävas mycket mer valsperma än vad som rimligen kan finnas i havsvatten för att göra det så salt som det är.